# Umělecké muzeum Basilej
Umělecké muzeum Basilej (německy Kunstmuseum Basel) patří k nejvýznamnějším veřejným sbírkám výtvarného umění ve Švýcarsku, obsahuje kolem 300.000 artefaktů a je zapsáno jako památka národního významu.

## Historie

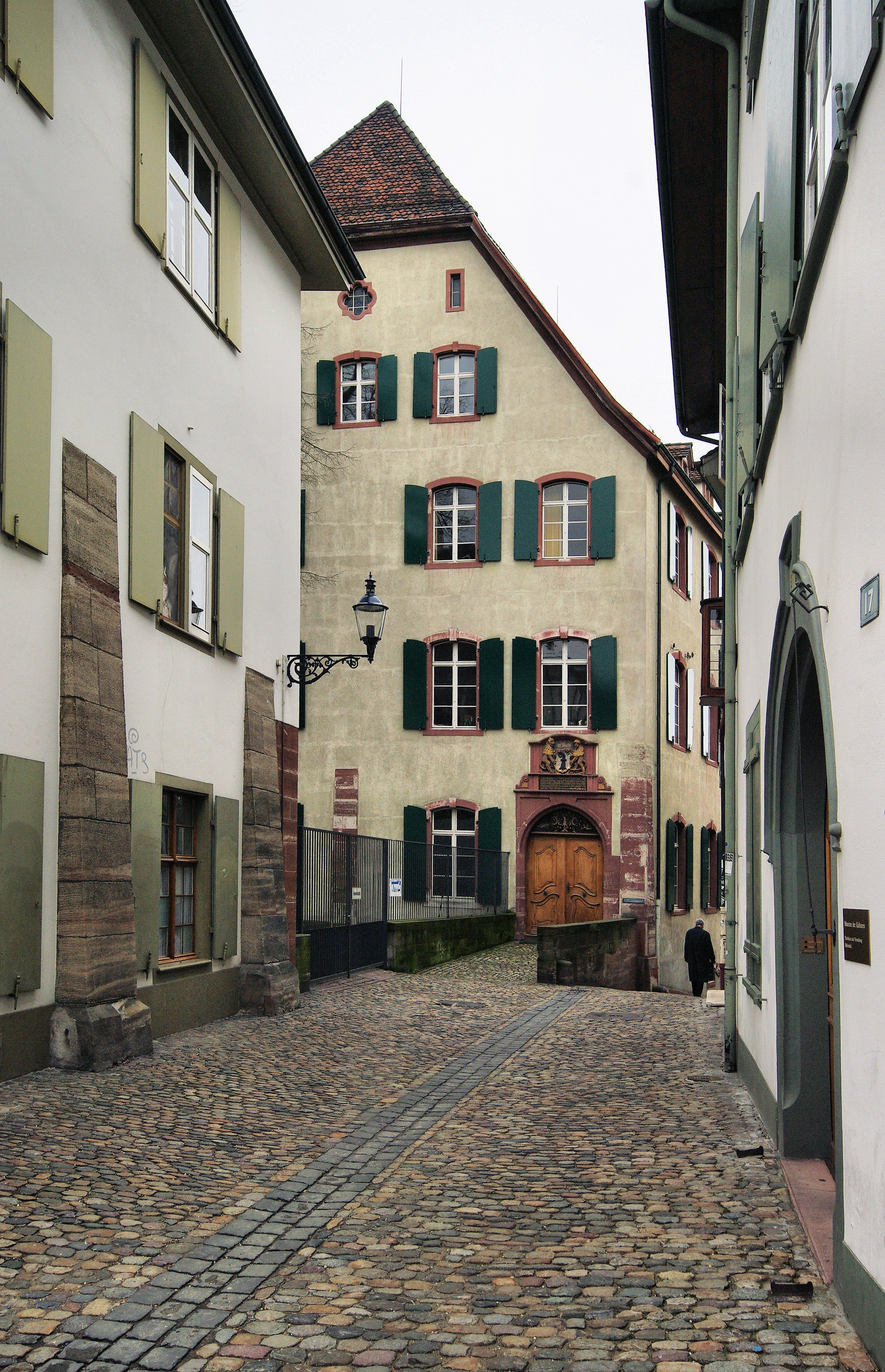
Dům U komára (Haus Zur Mücke), první sídlo muzea

Základ jeho sbírek vytvořil Amerbachův kabinet (obrazy, grafika a kabinet kuriozit s kolekcí osobních předmětů z pozůstalosti Erasma Rotterdamského a sbírka děl Hanse Holbeina mladšího, kterou město Basilej k založení muzea roku 1661 zakoupilo a společně s prvním domem U komára (Haus Zur Mücke) převedlo do správy basilejské univerzity. Univerzita je zde provozovala až do poloviny 19. století společně s univerzitní knihovnou. Muzeum inzeruje, že roku 1671 otevřelo sbírky veřejnosti a že je tak nejstarším veřejně přístupným muzeem umění na světě.  Teprve roku 1683 otevřelo jako druhé v pořadí Ashmoleovo muzeum v Oxfordu.
Druhá basilejská expozice muzea byla otevřena v bývalém klášteře augustiniánů a teprve třetí budovu navrhli architekti Paul Bonatz a Rudolf Christ roku 1931 jako novou a hlavní pro toto muzeum. Sídlí nedaleko opatství sv. Albana. Roku 2016 budovu rekonstruovali a rozšířili architekti Emanuel Christ a Christoph Gantenbein.

## Obsah
Rozsah sbírek malby, kresby, grafiky a soch sahá od raného 15. století do současnosti. Významné jsou především kolekce děl umělců 15. a 16. století z oblasti horního Porýní, nizozemských mistrů 17. století, grafický kabinet a dále sbírky umění od 19. století do současnosti. Cenná kolekce děl byla roku 1967 získána přímo od Pabla Picassa.

## Galerie

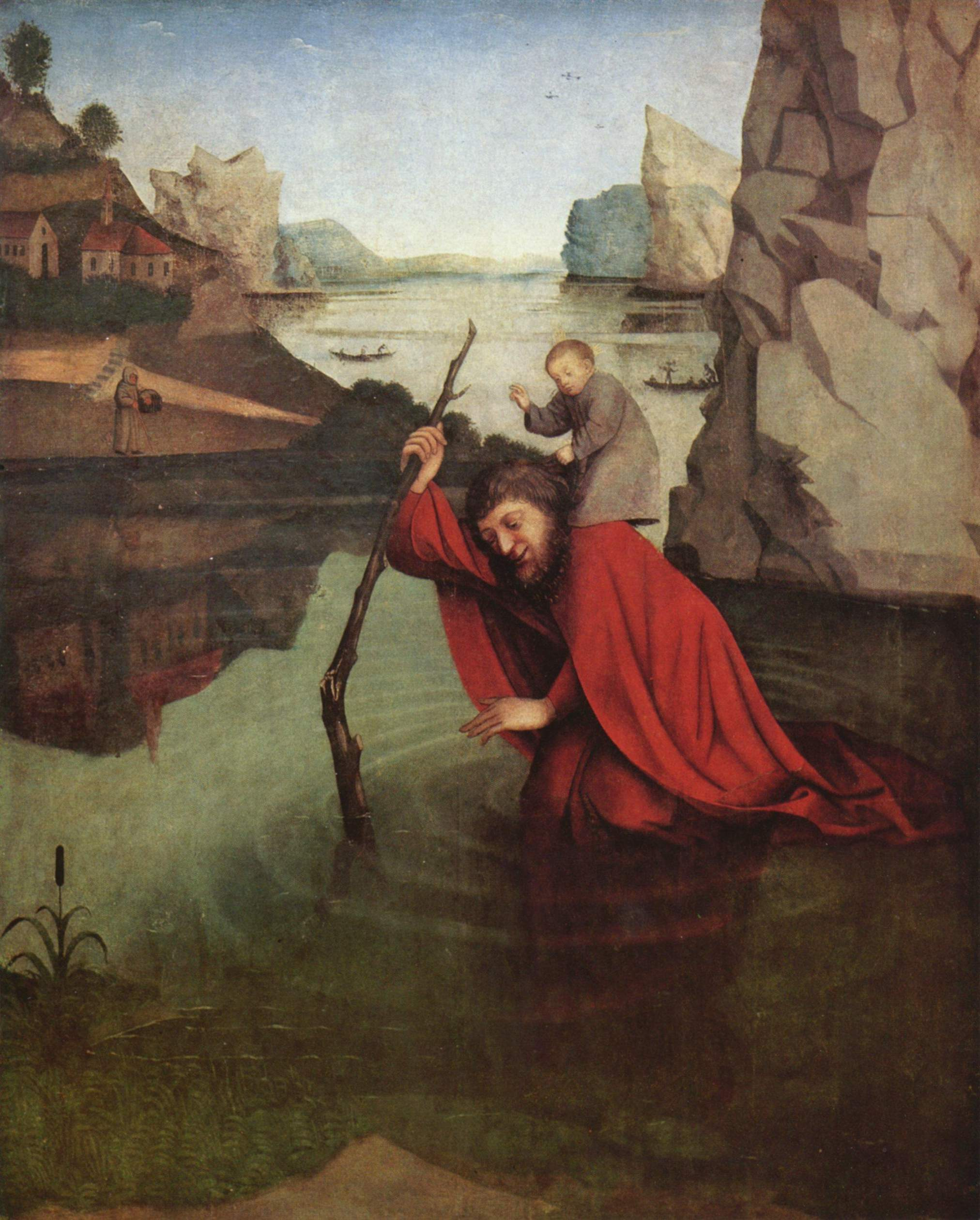
Konrad Witz: Sv. Kryštof (1435)
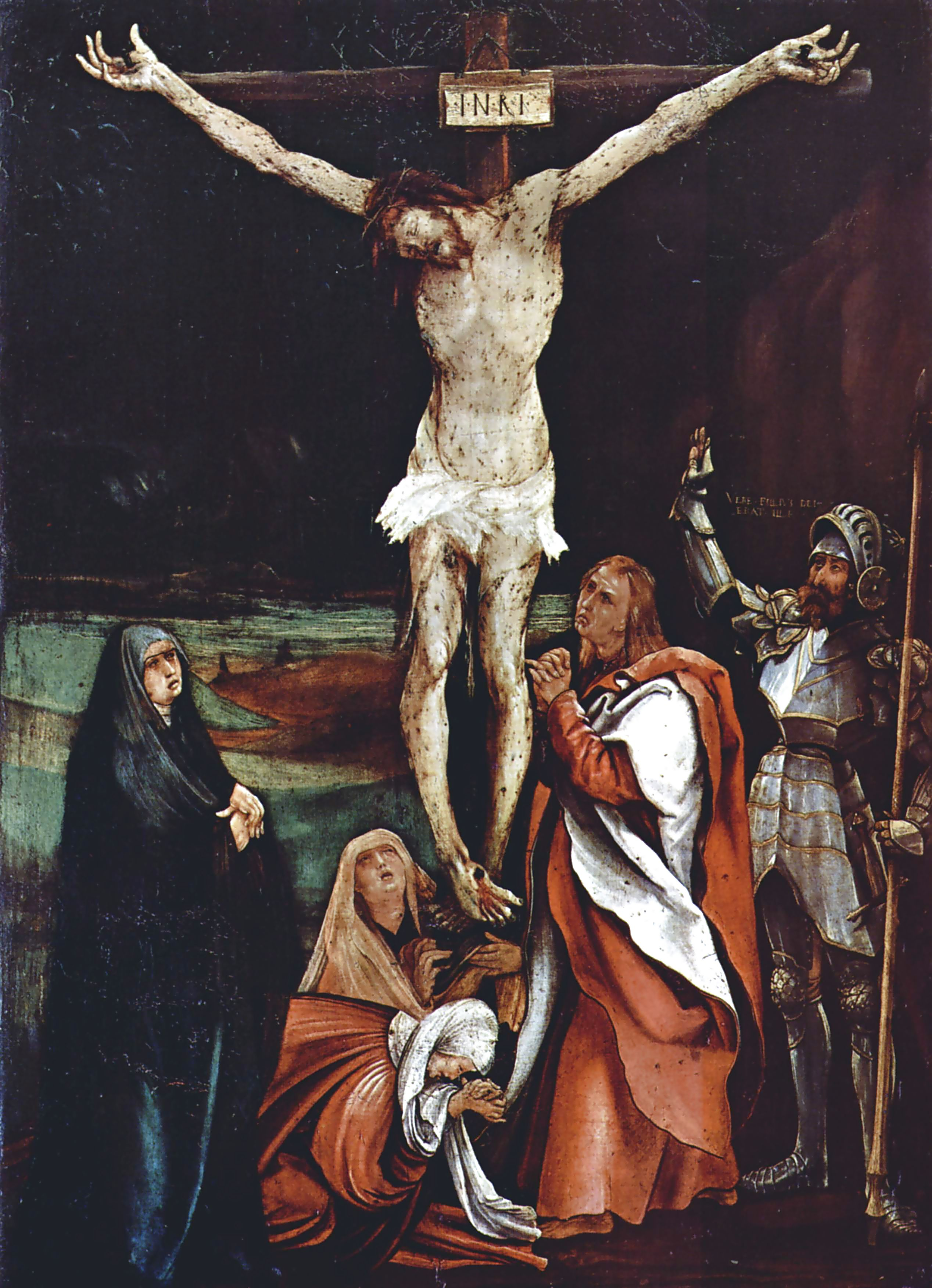
Matthias Grünewald: Ukřižování (1508)
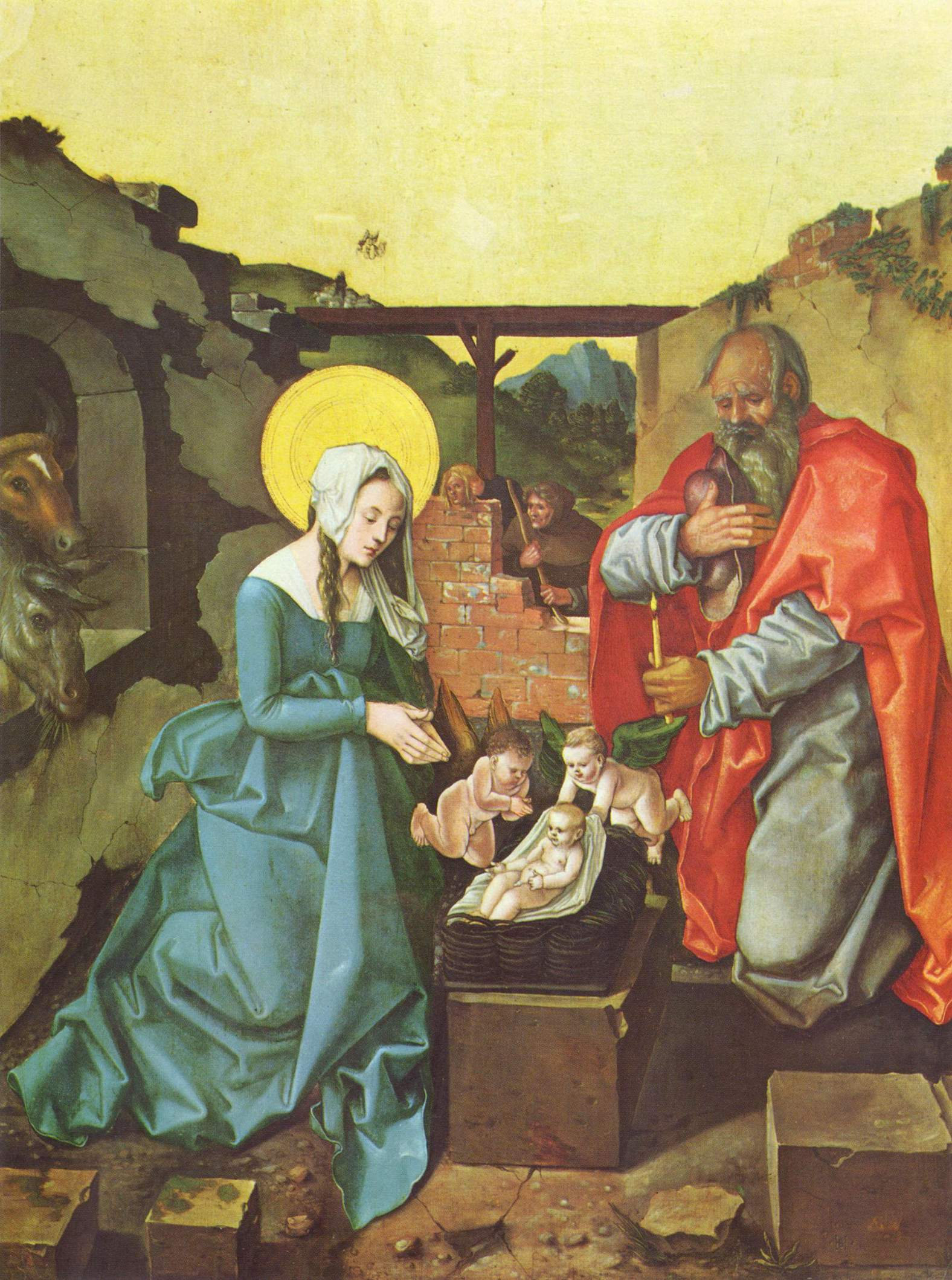
Hans Baldung: Narození Páně (1510)
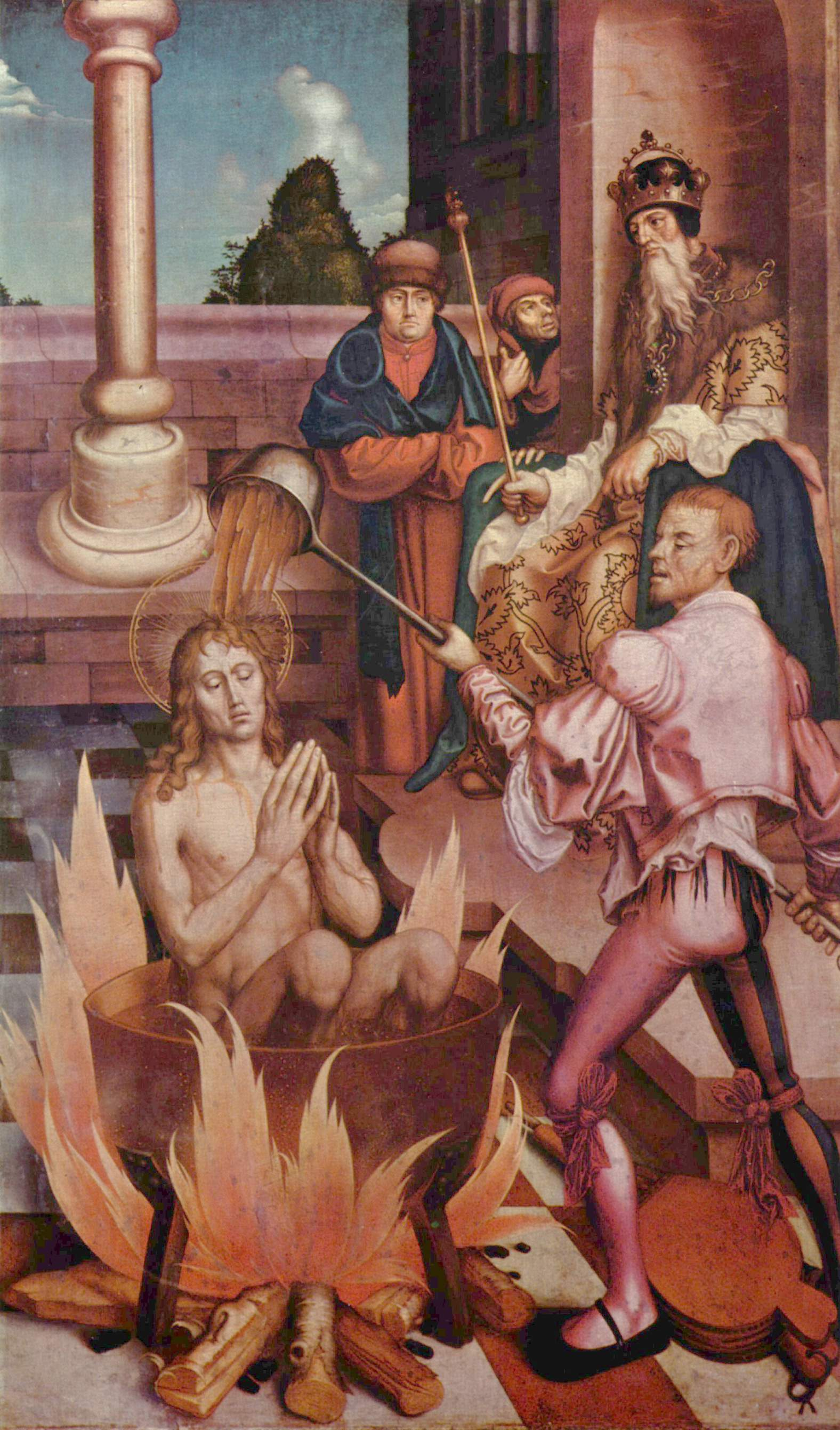
Hans Fries: Sv. Jan v kotli s olejem (1514)
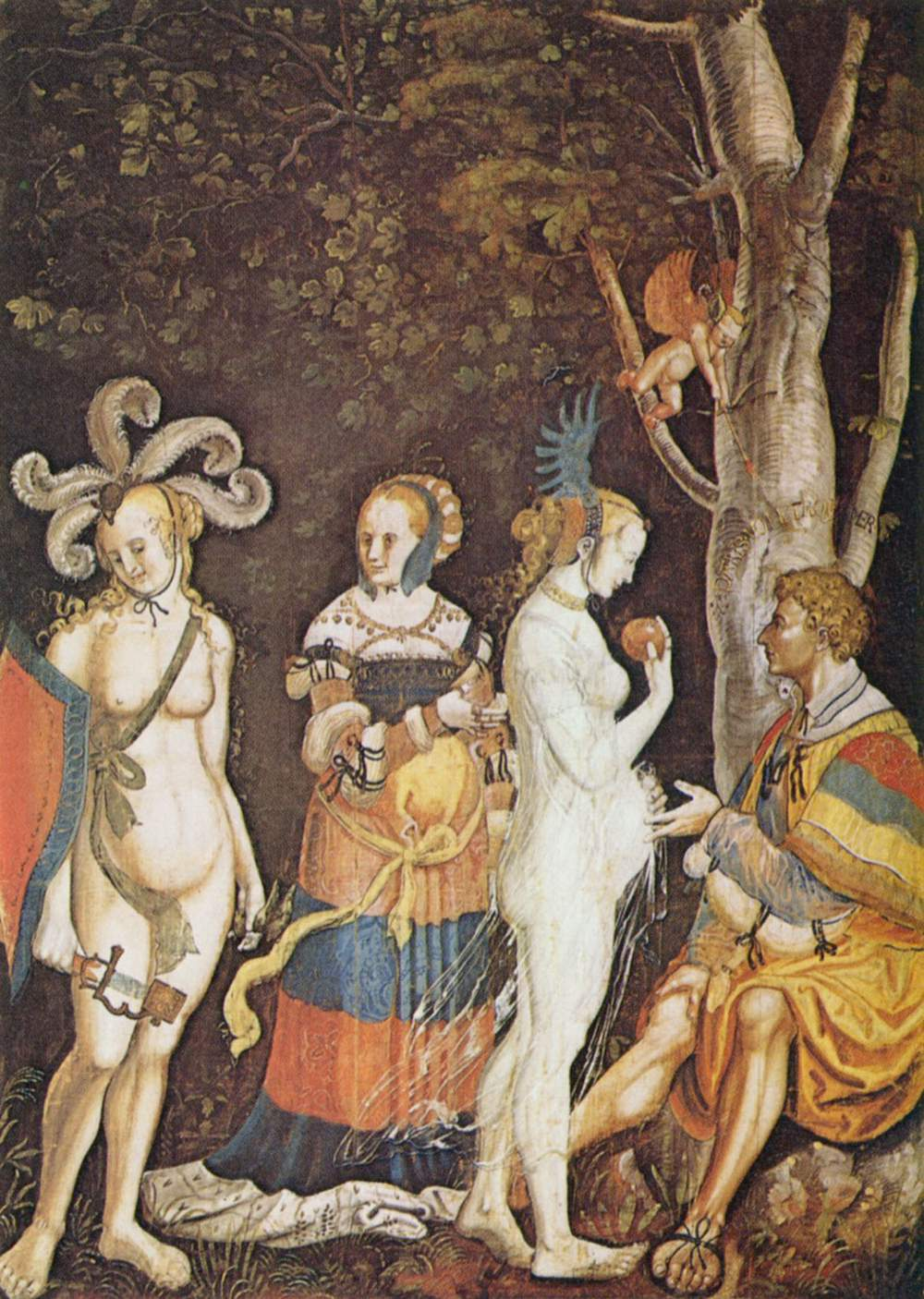
Niklaus Manuel: Paridův soud (1523)
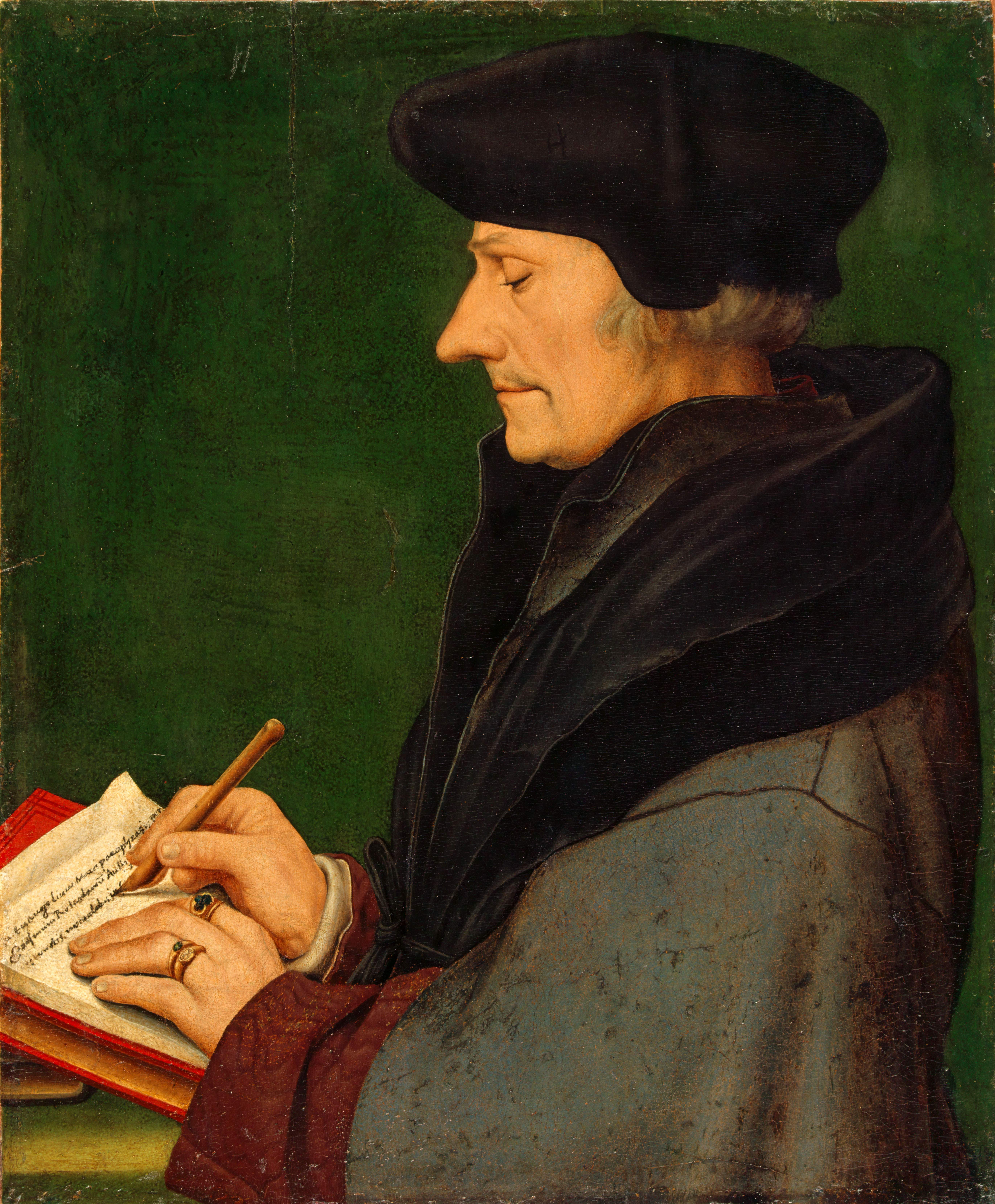
Hans Holbein mladší: Erasmus Rotterdamský (1532)
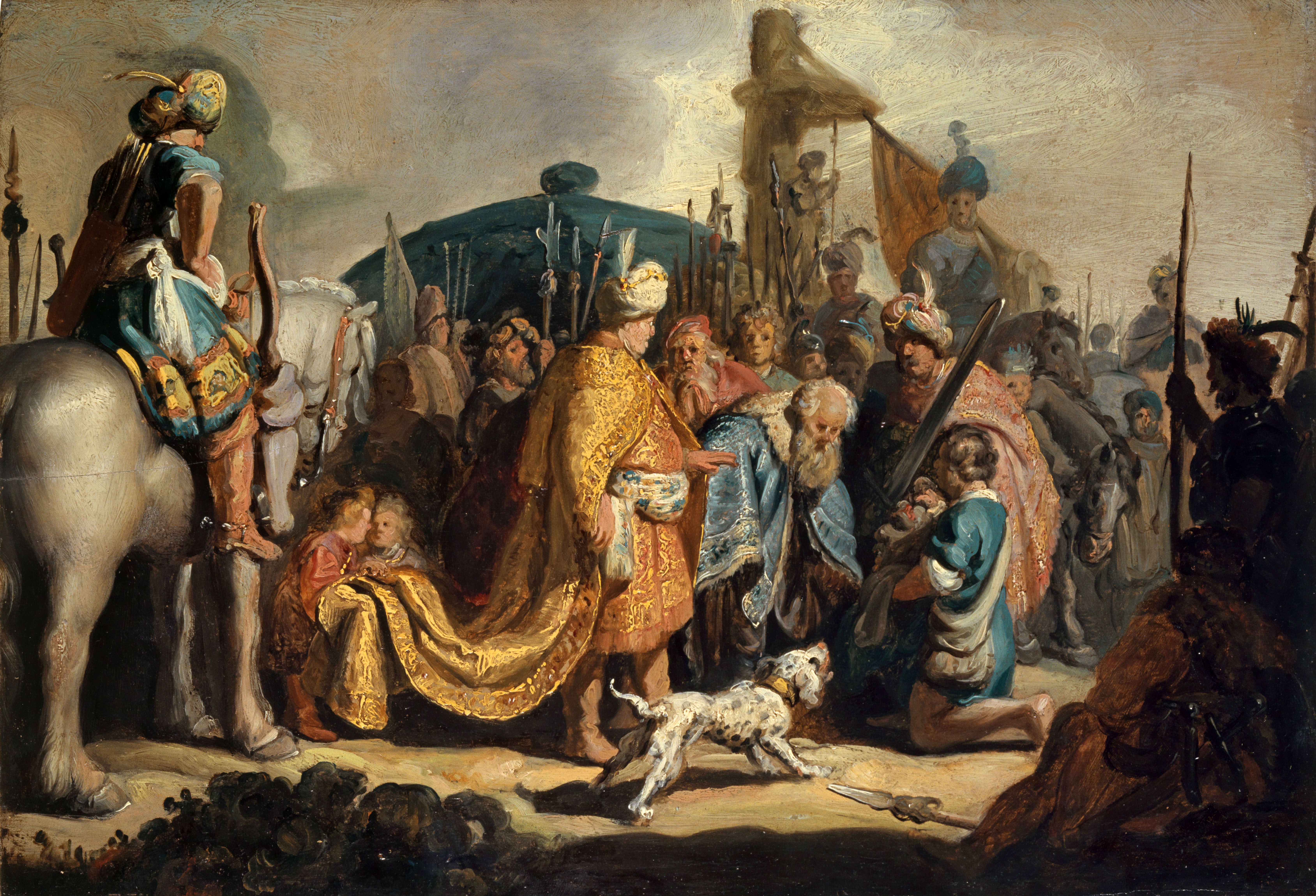
Rembrandt: David předává králi Saulovi hlavu Goliáše (1627)
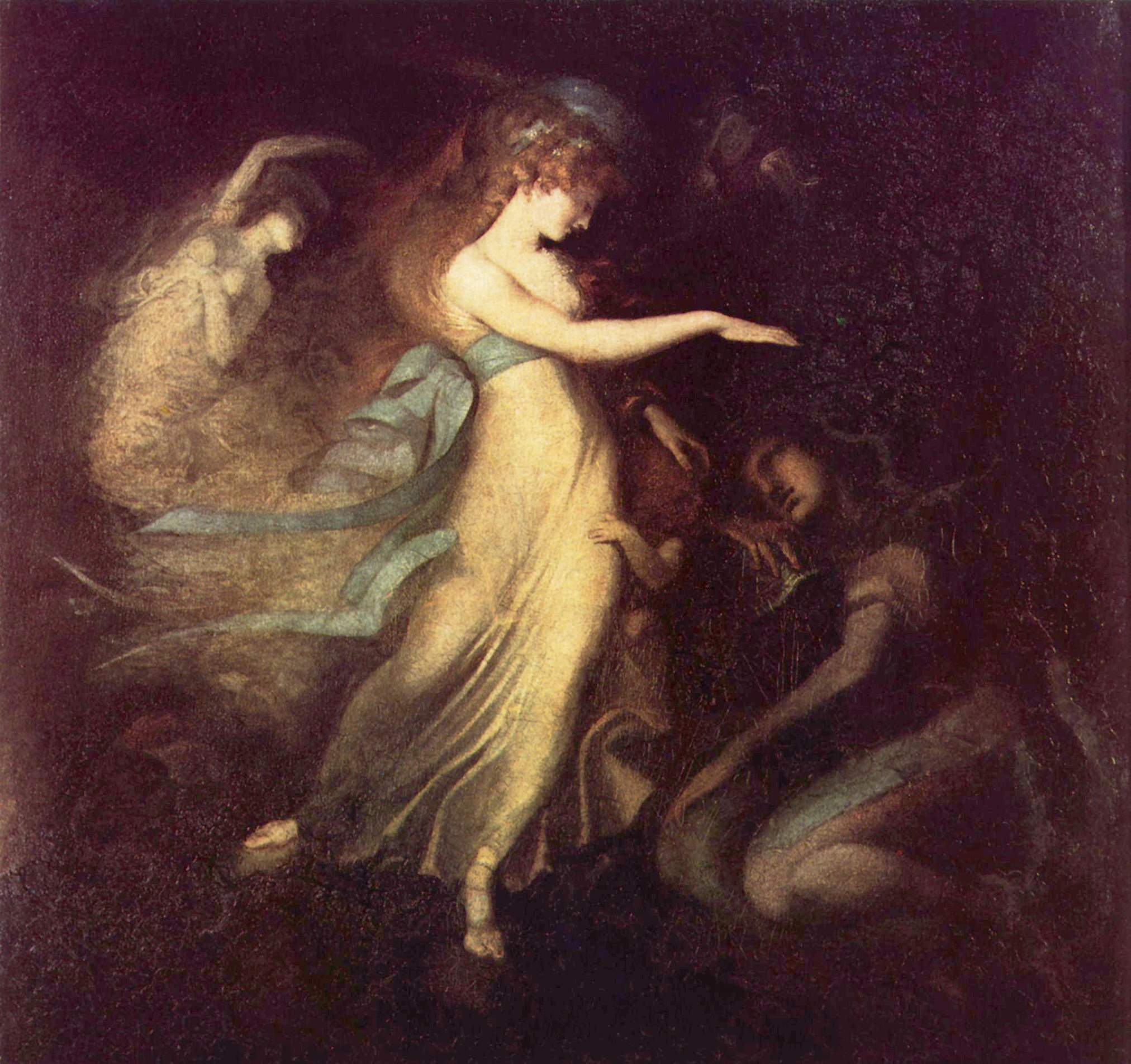
Johann Heinrich Füssli: Artuš a královna víl (1788)
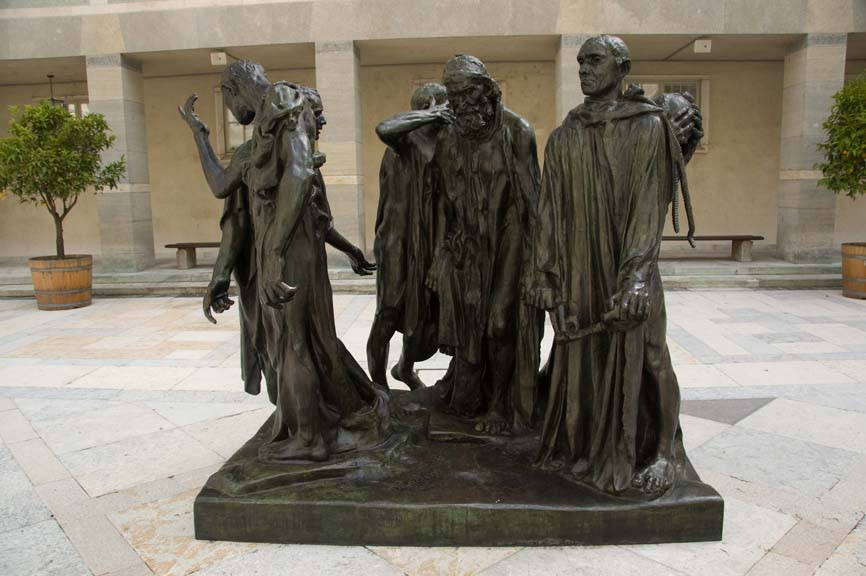
Auguste Rodin: Měšťané Calaiští
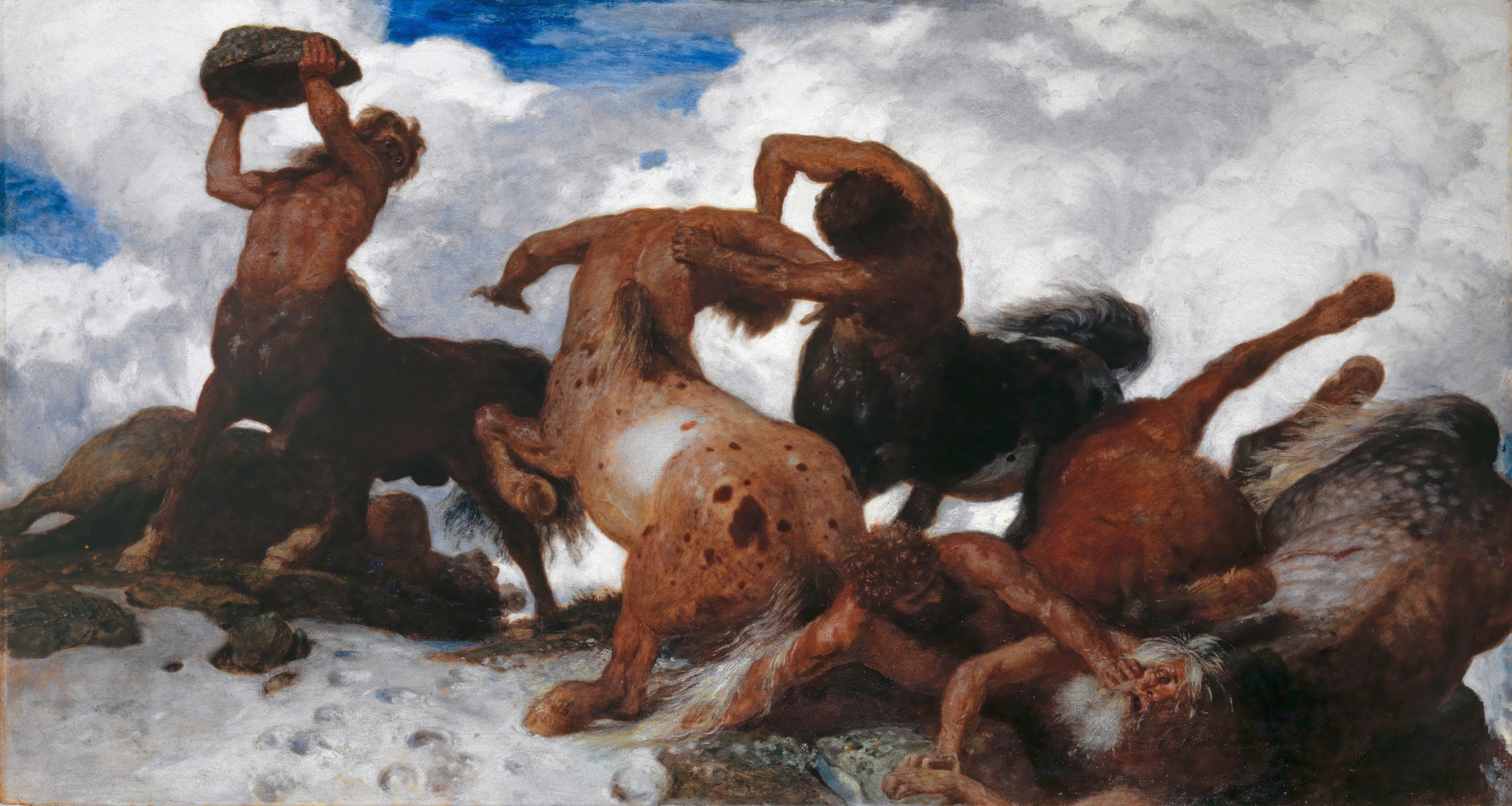
Arnold Böcklin: Zápas kentaurů (1873)
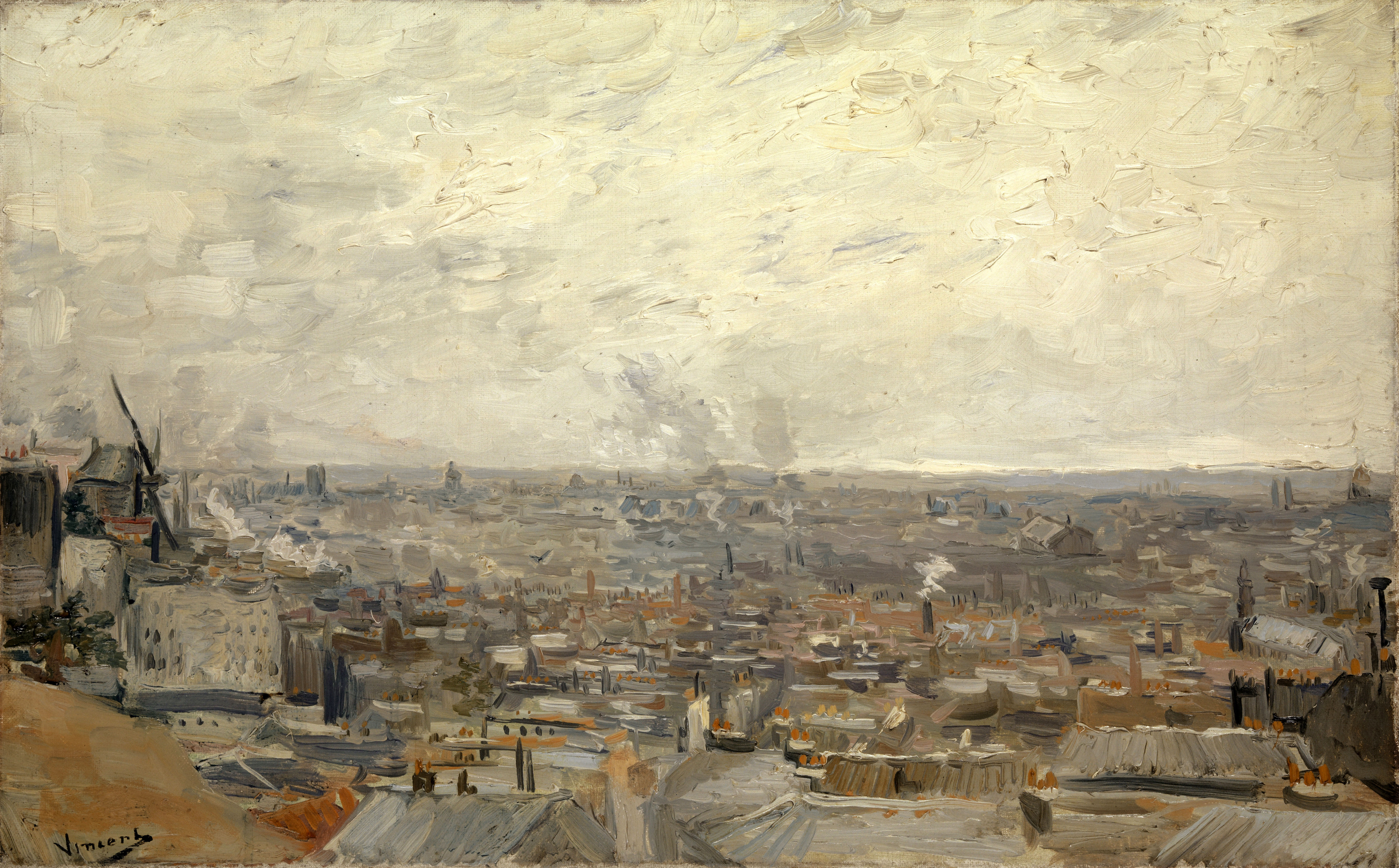
Vincent van Gogh: Pohled na Montmartre (1886)
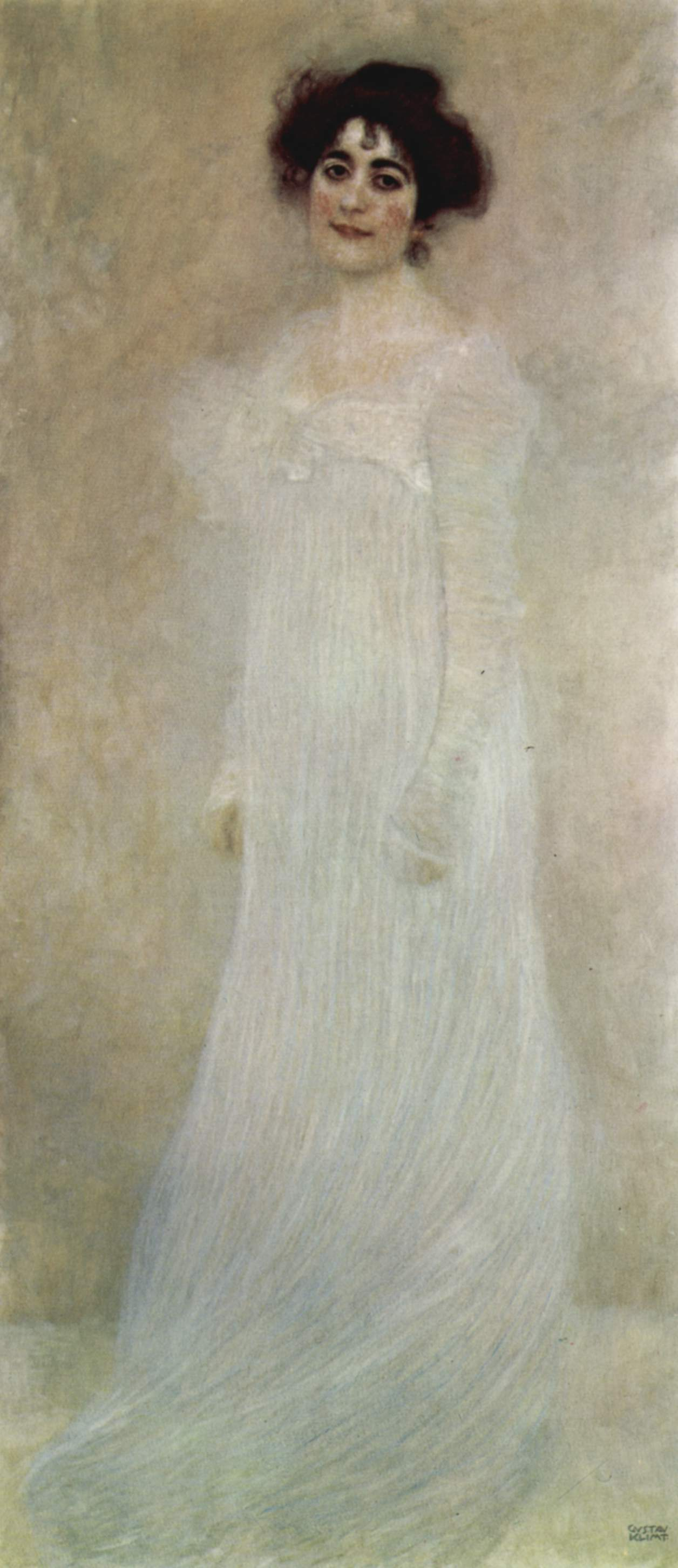
Gustav Klimt: Serena Ledererová (1899)
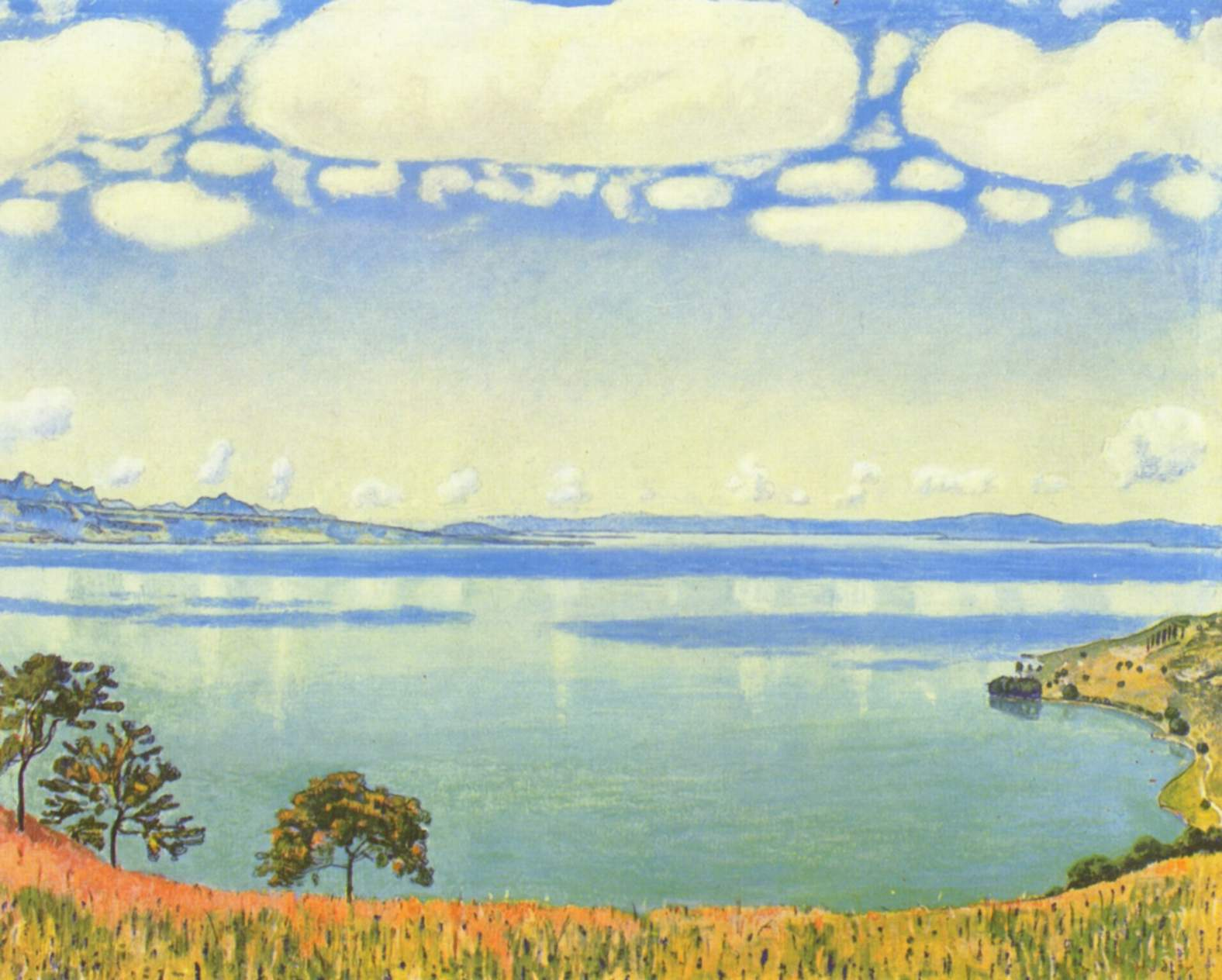
Ferdinand Hodler: Ženevské jezero od Chexbres (1905)
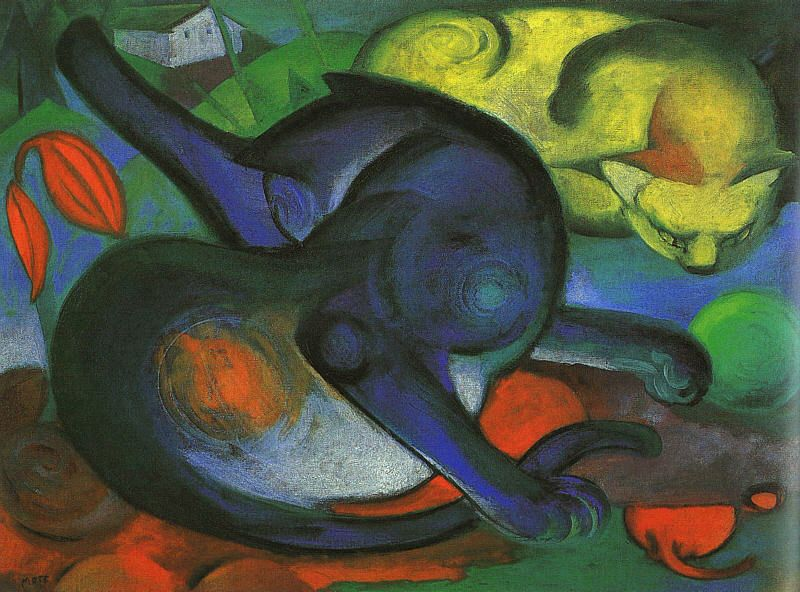
Franz Marc: Dvě kočky (1912)
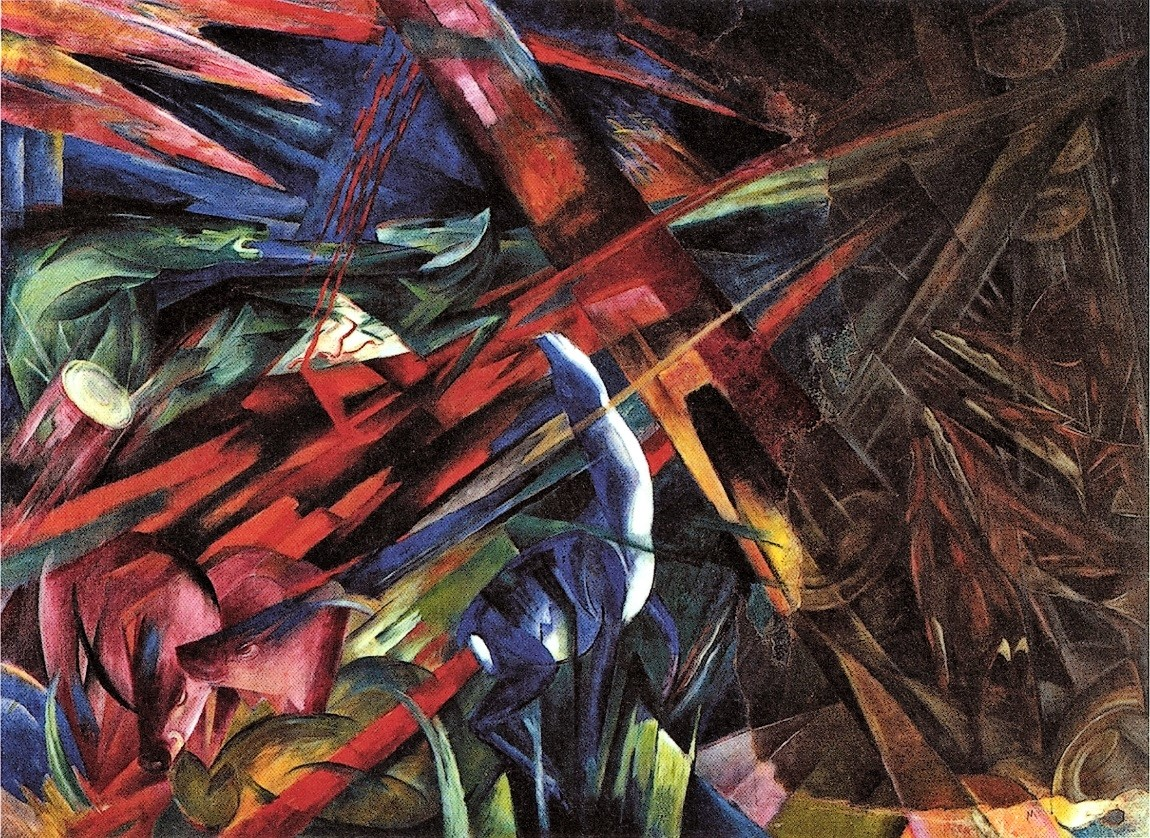
Franz Marc: Osudy zvířat, 1913
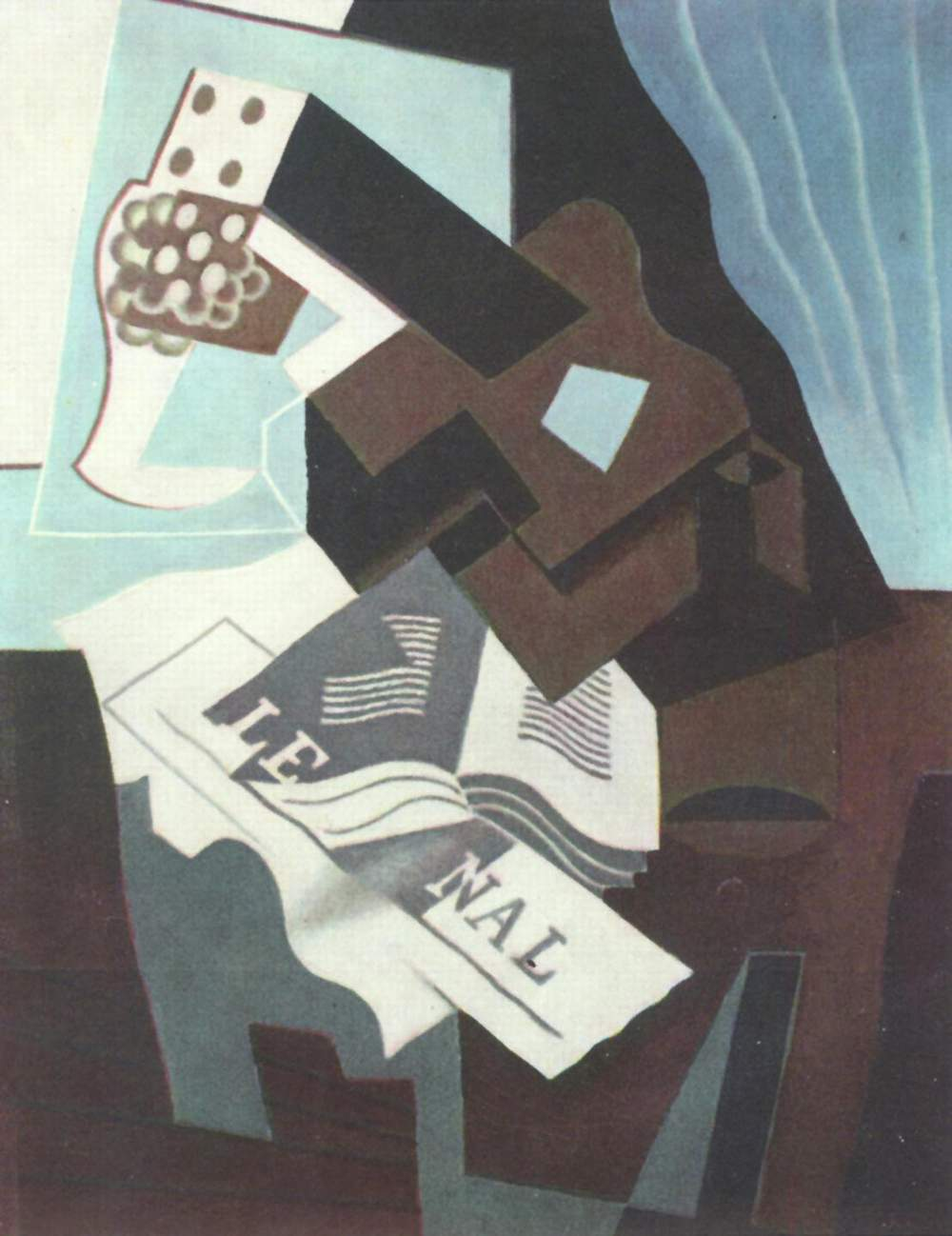
Juan Gris: Zátiší s kytarou (1919)